# Lake Wilderness (Virginia)
Lake Wilderness es un lugar designado por el censo situado en el condado de Spotsylvania, Virginia  (Estados Unidos). Según el censo de 2010 tenía una población de 2.669 habitantes.

## Demografía
Según el censo de 2010, Lake Wilderness tenía una población en la que el 83,9% eran blancos; el 8,9% afroamericanos; el 0,3% eran indios americanos y nativos de Alaska; el 1,0% eran asiáticos; el 0,1% hawaianos y otros isleños del Pacífico; el 2,1% de otra raza, y el 3,5% a partir de dos o más razas. El 6,5% del total de la población eran hispanos o latinos de cualquier raza.